# Petljakov Pe-2
De Petljakov Pe-2 (Russisch: Петляков Пе-2, bijgenaamd  Пешка; Pesjka; "pion") (NAVO-codenaam: Buck) was een Sovjet duikbommenwerper uit de Tweede Wereldoorlog. Hij was snel en wendbaar maar ook duurzaam en in groten getale geproduceerd. Enkele communistische landen hebben er na de oorlog ook meegevlogen. Het serienummer voor de Finse luchtmacht was PE-.

## Ontwerp en ontwikkeling
De Pe-2 werd ontworpen in een sjarasjka nadat Vladimir Petljakov was gearresteerd en gevangengezet in 1937 voor het bewust vertragen van het ontwikkelingswerk aan de Toepolev ANT-42 bommenwerper. In de sjarasjka werd Petljakov aan het hoofd gezet van het team dat een hoogvliegende escortejager voor de ANT-42 moest ontwerpen onder de naam VI-100. Het eerste van twee prototypes vloog op 22 december 1939 voor het eerst en was een erg vooruitstrevend toestel voor zijn tijd, met drukcabine, compleet van metaal gemaakt, supercharger en vele elektrisch aangedreven systemen. De prototypes waren zo veelbelovend dat het toestel bijna meteen in productie werd genomen. Er wordt gezegd dat Petljakov en zijn team het VI-100 prototype konden zien vanuit hun cel terwijl die werd getoond aan het publiek tijdens de jaarlijkse parade op de Dag van de Arbeid in 1940.
Toen het toestel net zover was om in productie te gaan, wilde de luchtmacht dat het toestel aangepast zou worden. De Luftwaffe had in de Blitzkrieg de waarde van tactische bombardementen aangetoond en de behoefte voor een bommenwerper was plotseling belangrijker dan de behoefte voor een hoogvliegende escortejager. Petljakov's team kreeg 45 dagen om het toestel te herontwerpen tot een duikbommenwerper. De cabinedrukeenheid werd verwijderd, evenals de superchargers en luchtremmen en een plaats voor een bombardier werden toegevoegd naast een aantal aerodynamische wijzigingen. Er werd ook een bommenruim in de romp gebouwd samen met kleine ruimen in de motorgondels. In eerste instantie kreeg het toestel de aanduiding PB-100, maar Stalin was genoeg onder de indruk van Petljakov dat hij hem vrij liet en toestemming gaf om het toestel zijn naam te laten dragen. Het eerste toestel vloog op 15 december 1940 en ging gehaast in productie zonder de bouw van prototypes nadat Stalin gedreigd had dat als er voor het eind van het jaar geen Pe-2 vloog, er ernstige maatregelen genomen zouden worden. Levering aan de gevechtseenheden begon de volgende lente.
Terwijl de Pe-2 geliefd was om zijn prestaties en handelbaarheid tijdens het vliegen, was er behoorlijk wat kracht nodig om de hoogteroeren te kantelen tijdens het opstijgen. Russische nachtbombardementen werden meestal gevlogen door vrouwelijke piloten nachtheksen en sommige van hen waren niet sterk genoeg om het stuur naar achter te halen. Als zoiets gebeurde, was het de procedure dat een van de andere bemanningsleden achter haar ging staan en hielp met het naar achter trekken van het stuur. Als het vliegtuig eenmaal in de lucht was keerde de bemanning terug op haar post en kon de piloot het vliegtuig verder zonder hulp vliegen.

## Operationele dienst
Het vliegtuig liet nog niet echt zijn volledige potentieel zien tot het einde van dat jaar, toen de luchtmacht van de Sovjet-Unie zich weer had gehergroepeerd na de Duitse slachting in de winter. De Pe-2 bewees zich al snel als een zeer capabel toestel, welke de Luftwaffe onderscheppers kon ontwijken en grote precisie toe liet voor het bombarderen. Gedurende 1942 werd het ontwerp geleidelijk aan bijgeschaafd en verbeterd, onder direct overleg met piloten die ermee vlogen aan het front. Het product van deze evolutionaire ontwikkeling was de Pe-2FT variant, waarbij FT staat voor Frontovoje Trebovanieje (Frontline Verzoek).

## Varianten
Er werden meerdere versies van de Pe-2 gebouwd, waaronder een trainer versie (Pe-2UTI), een zwaar gepansterde versie (Pe-2M) en een versie met raketaandrijving (Pe-2K). Een jachtversie (Pe-2I) en een versie met een stermotor (Pe-2K) werden in productiegenomen als respectievelijk Pe-3 en Pe-4.